# Academia Estadounidense de Enfermería
La Academia Estadounidense de Enfermería (en inglés: American Academy of Nursing o AAN), fundada en 1973, es una asociación que agrupa a los representantes más sobresalientes de la enfermería en Estados Unidos en las áreas de administración, educación, investigación y práctica clínica. Cuenta con alrededor de 1500 miembros y es dirigida por un Consejo de Administración. La asociación define su objetivo como: «la mejora de las políticas de salud y la práctica a través de la generación, síntesis y difusión de los conocimientos de enfermería». Publica una revista bimestral llamada Nursing Outlook. Todos los años, a partir de 1994, la academia entrega a uno de sus asociados el premio «Living Legends», como un reconocimiento a una excelente trayectoria y a las contribuciones significativas.